# 2007 HV90
2007 HV90, também escrito como 2007 HV90, é um objeto transnetuniano que está localizado no Cinturão de Kuiper, uma região do Sistema Solar. Este corpo celeste é classificado como um cubewano. Ele possui uma magnitude absoluta de 6,1 e tem um diâmetro estimado com 401 km.

## Descoberta
2007 HV90 foi descoberto no dia 21 de abril de 2007 pelo astrônomo Marc W. Buie.

## Órbita
A órbita de 2007 HV90 tem uma excentricidade de 0,072 e possui um semieixo maior de 44,055 UA. O seu periélio leva o mesmo a uma distância de 40,888 UA em relação ao Sol e seu afélio a 47,223 UA.